# 100 mètres masculin aux Jeux olympiques d'été de 2016 (athlétisme)
Pour un article plus général, voir Athlétisme aux Jeux olympiques d'été de 2016.
Navigation
Londres 2012 Tokyo 2020
L'épreuve du 100 mètres masculin aux Jeux olympiques de 2016 se déroule les 13 et 14 août 2016 au Stade olympique de Rio de Janeiro, au Brésil. Elle est remportée par le Jamaïcain Usain Bolt en 9 s 81.

## Résultats

### Finale
| Rang | Couloir | Athlète           | Pays           | Réac. | Temps | Notes |
| ---- | ------- | ----------------- | -------------- | ----- | ----- | ----- |
| 1    | 6       | Usain Bolt        | Jamaïque       | 0.155 | 9.81  | SB    |
| 2    | 4       | Justin Gatlin     | États-Unis     | 0.152 | 9.89  |       |
| 3    | 7       | Andre De Grasse   | Canada         | 0.141 | 9.91  | PB    |
| 4    | 9       | Yohan Blake       | Jamaïque       | 0.145 | 9.93  | SB    |
| 5    | 3       | Akani Simbine     | Afrique du Sud | 0.128 | 9.94  |       |
| 6    | 8       | Ben Youssef Meïté | Côte d'Ivoire  | 0.156 | 9.96  |       |
| 7    | 5       | Jimmy Vicaut      | France         | 0.140 | 10.04 |       |
| 8    | 2       | Trayvon Bromell   | États-Unis     | 0.135 | 10.06 |       |

### Demi-finales

#### Demi-finale 1
| Rang | Couloir | Athlète           | Pays           | Réaction       | Temps | Notes |
| ---- | ------- | ----------------- | -------------- | -------------- | ----- | ----- |
| 1    | 3       | Jimmy Vicaut      | France         | 0.131          | 9.95  | Q     |
| 2    | 7       | Ben Youssef Meïté | Côte d'Ivoire  | 0.142          | 9.97  | Q     |
| 3    | 5       | Akani Simbine     | Afrique du Sud | 0.144          | 9.98  | q     |
| 4    | 9       | Jak Ali Harvey    | Turquie        | 0.148          | 10.03 |       |
| 5    | 4       | Nickel Ashmeade   | Jamaïque       | 0.118          | 10.05 |       |
| 6    | 8       | Marvin Bracy      | États-Unis     | 0.152          | 10.08 |       |
| 7    | 6       | Zhenye Xie        | Chine          | 0.134          | 10.11 |       |
| 8    | 2       | Hassan Taftian    | Iran           | 0.136          | 10.23 |       |
|      |         |                   |                | vent: ±0.0 m/s |       |       |

#### Demi-finale 2
| Rang | Couloir | Athlète         | Pays                       | Réaction       | Temps | Notes |
| ---- | ------- | --------------- | -------------------------- | -------------- | ----- | ----- |
| 1    | 6       | Usain Bolt      | Jamaïque                   | 0.143          | 9.86  | Q     |
| 2    | 5       | Andre De Grasse | Canada                     | 0.130          | 9.92  | Q     |
| 3    | 9       | Trayvon Bromell | États-Unis                 | 0.128          | 10.01 | q     |
| 4    | 7       | Chijindu Ujah   | Grande-Bretagne            | 0.160          | 10.01 | SB    |
| 5    | 8       | Ryota Yamagata  | Japon                      | 0.109          | 10.05 | PB    |
| 6    | 3       | Kim Collins     | Saint-Christophe-et-Niévès | 0.138          | 10.12 |       |
| 7    | 2       | Cejhae Greene   | Antigua-et-Barbuda         | 0.143          | 10.13 |       |
|      | 4       | Andrew Fisher   | Bahreïn                    | FS             | DQ    |       |
|      |         |                 |                            | vent: ±0.0 m/s |       |       |

#### Demi-finale 3
| Rang | Couloir | Athlète             | Pays               | Réaction       | Temps | Notes |
| ---- | ------- | ------------------- | ------------------ | -------------- | ----- | ----- |
| 1    | 6       | Justin Gatlin       | États-Unis         | 0.151          | 9.94  | Q     |
| 2    | 4       | Yohan Blake         | Jamaïque           | 0.147          | 10.01 | Q     |
| 3    | 9       | Christophe Lemaitre | France             | 0.122          | 10.07 | SB    |
| 4    | 3       | Bingtian Su         | Chine              | 0.140          | 10.08 | SB    |
| 5    | 5       | Kemarley Brown      | Bahreïn            | 0.152          | 10.13 |       |
| 6    | 2       | James Dasaolu       | Grande-Bretagne    | 0.145          | 10.16 |       |
| 7    | 7       | Aska Cambridge      | Japon              | 0.135          | 10.17 |       |
|      | 8       | Daniel Bailey       | Antigua-et-Barbuda |                | DNS   |       |
|      |         |                     |                    | vent: ±0.0 m/s |       |       |

### Premier tour
les 2 premiers de chaque séries (Q) et les 8 meilleurs temps des non-qualifiés directs (q) se qualifient pour les demi-finales.

#### Série 1
| Rang | Couloir | Athlète               | Pays            | Réaction       | Temps | Notes |
| ---- | ------- | --------------------- | --------------- | -------------- | ----- | ----- |
| 1    | 3       | Kemarley Brown        | Bahreïn         | 0.146          | 10.13 | Q     |
| 2    | 5       | Chijindu Ujah         | Grande-Bretagne | 0.150          | 10.13 | Q     |
| 3    | 7       | Marvin Bracy          | États-Unis      | 0.155          | 10.16 | q     |
| 4    | 2       | Seye Ogunlewe         | Nigeria         | 0.139          | 10.26 |       |
| 5    | 1       | Femi Ogunode          | Qatar           | 0.170          | 10.28 |       |
| 6    | 8       | Sean Safo-Antwi       | Ghana           | 0.145          | 10.43 |       |
| 7    | 9       | Reza Ghasemi          | Iran            | 0.150          | 10.47 |       |
| 8    | 6       | Adrian Griffith       | Bahamas         | 0.143          | 10.53 |       |
| 9    | 4       | Mohamed Fakhri Ismail | Brunei          | 0.151          | 10.95 |       |
|      |         |                       |                 | vent: −1.2 m/s |       |       |

#### Série 2
| Rang | Couloir | Athlète            | Pays               | Réaction       | Temps | Notes |
| ---- | ------- | ------------------ | ------------------ | -------------- | ----- | ----- |
| 1    | 8       | Justin Gatlin      | États-Unis         | 0.160          | 10.01 | Q     |
| 2    | 7       | Daniel Bailey      | Antigua-et-Barbuda | 0.153          | 10.20 | Q     |
| 3    | 1       | Rondel Sorrillo    | Trinité-et-Tobago  | 0.112          | 10.23 |       |
| 4    | 5       | Gerald Phiri       | Zambie             | 0.146          | 10.27 |       |
| 5    | 9       | Lucas Jakubczyk    | Allemagne          | 0.166          | 10.29 |       |
| 6    | 6       | Ogho-Oghene Egwero | Nigeria            | 0.151          | 10.37 |       |
| 7    | 3       | Hua Wilfried Koffi | Côte d'Ivoire      | 0.166          | 10.37 |       |
| 8    | 2       | Rodman Teltull     | Palaos             | 0.133          | 10.64 |       |
| 9    | 4       | Riste Pandev       | Macédoine          | 0.163          | 10.71 | SB    |
|      |         |                    |                    | vent: +0.8 m/s |       |       |

#### Série 3
| Rang | Couloir | Athlète                 | Pays                       | Réaction       | Temps | Notes |
| ---- | ------- | ----------------------- | -------------------------- | -------------- | ----- | ----- |
| 1    | 5       | Xie Zhenye              | Chine                      | 0.143          | 10.08 | Q, PB |
| 2    | 3       | Nickel Ashmeade         | Jamaïque                   | 0.132          | 10.13 | Q     |
| 3    | 6       | Hassan Taftian          | Iran                       | 0.150          | 10.17 | q     |
| 4    | 2       | Kim Collins             | Saint-Christophe-et-Niévès | 0.151          | 10.18 | q     |
| 5    | 4       | Abdullah Abkar Mohammed | Arabie saoudite            | 0.154          | 10.26 |       |
| 6    | 7       | Aziz Ouhadi             | Maroc                      | 0.158          | 10.34 |       |
| 7    | 9       | Kemar Hyman             | Îles Caïmans               | 0.160          | 10.34 |       |
| 8    | 8       | Darrell Wesh            | Haïti                      | 0.138          | 10.39 |       |
|      |         |                         |                            | vent: −0.1 m/s |       |       |

#### Série 4
| Rang | Couloir | Athlète          | Pays      | Réaction       | Temps | Notes |
| ---- | ------- | ---------------- | --------- | -------------- | ----- | ----- |
| 1    | 3       | Andre De Grasse  | Canada    | 0.148          | 10.04 | Q     |
| 2    | 9       | Aska Cambridge   | Japon     | 0.137          | 10.13 | Q     |
| 3    | 2       | Bingtian Su      | Chine     | 0.146          | 10.17 | q     |
| 4    | 1       | Jimmy Vicaut     | France    | 0.164          | 10.19 | q     |
| 5    | 7       | Churandy Martina | Pays-Bas  | 0.142          | 10.22 |       |
| 6    | 5       | Emmanuel Matadi  | Liberia   | 0.146          | 10.31 |       |
| 7    | 8       | Julian Reus      | Allemagne | 0.135          | 10.34 |       |
| 8    | 6       | Jamial Rolle     | Bahamas   | 0.145          | 10.68 |       |
| 9    | 4       | Sudirman Hadi    | Indonésie | 0.122          | 10.70 |       |
|      |         |                  |           | vent: −0.5 m/s |       |       |

#### Série 5
| Rang | Couloir | Athlète             | Pays               | Réaction       | Temps | Notes |
| ---- | ------- | ------------------- | ------------------ | -------------- | ----- | ----- |
| 1    | 9       | Ben Youssef Meïté   | Côte d'Ivoire      | 0.145          | 10.03 | Q     |
| 2    | 6       | Trayvon Bromell     | États-Unis         | 0.165          | 10.13 | Q     |
| 3    | 5       | Christophe Lemaitre | France             | 0.150          | 10.16 | q     |
| 4    | 7       | Cejhae Greene       | Antigua-et-Barbuda | 0.156          | 10.20 | q     |
| 5    | 8       | Keston Bledman      | Trinité-et-Tobago  | 0.150          | 10.20 |       |
| 6    | 2       | Akeem Haynes        | Canada             | 0.123          | 10.22 |       |
| 7    | 6       | Gabriel Mvumvure    | Zimbabwe           | 0.131          | 10.28 |       |
| 8    | 3       | Hassan Saaid        | Maldives           | 0.135          | 10.47 |       |
| 9    | 4       | Siueni Filimone     | Tonga              |                | DNS   |       |
|      |         |                     |                    | vent: +0.2 m/s |       |       |

#### Série 6
| Rang | Couloir | Athlète                   | Pays                       | Réaction       | Temps | Notes |
| ---- | ------- | ------------------------- | -------------------------- | -------------- | ----- | ----- |
| 1    | 4       | Yohan Blake               | Jamaïque                   | 0.154          | 10.11 | Q     |
| 2    | 8       | Jak Ali Harvey            | Turquie                    | 0.159          | 10.14 | Q     |
| 3    | 9       | Barakat Mubarak Al-Harthi | Oman                       | 0.155          | 10.22 |       |
| 4    | 2       | Mosito Lehata             | Lesotho                    | 0.151          | 10.25 |       |
| 5    | 6       | James Ellington           | Grande-Bretagne            | 0.145          | 10.29 |       |
| 6    | 3       | Henricho Bruintjies       | Afrique du Sud             | 0.107          | 10.33 |       |
| 7    | 5       | Peimeng Zhang             | Chine                      | 0.121          | 10.36 |       |
| 8    | 7       | Antoine Adams             | Saint-Christophe-et-Niévès | 0.149          | 10.39 |       |
|      |         |                           |                            | vent: −0.8 m/s |       |       |

#### Série 7
| Rang | Couloir | Athlète              | Pays              | Réaction       | Temps | Notes |
| ---- | ------- | -------------------- | ----------------- | -------------- | ----- | ----- |
| 1    | 6       | Usain Bolt           | Jamaïque          | 0.156          | 10.07 | Q     |
| 2    | 3       | Andrew Fisher        | Bahreïn           | 0.134          | 10.12 | Q     |
| 3    | 7       | James Dasaolu        | Grande-Bretagne   | 0.171          | 10.18 | q     |
| 4    | 9       | Yoshihide Kiryu      | Japon             | 0.150          | 10.23 |       |
| 5    | 2       | Shavez Hart          | Bahamas           | 0.139          | 10.28 | SB    |
| 6    | 5       | Richard Thompson     | Trinité-et-Tobago | 0.130          | 10.29 |       |
| 7    | 8       | Jahvid Best          | Sainte-Lucie      | 0.147          | 10.39 |       |
| 8    | 1       | Jurgen Themen        | Suriname          | 0.139          | 10.47 |       |
| 9    | 4       | Jin Wei Timothee Yap | Singapour         | 0.149          | 10.79 |       |
|      |         |                      |                   | vent: −0.4 m/s |       |       |

#### Série 8
| Rang | Couloir | Athlète               | Pays                       | Réaction       | Temps | Notes |
| ---- | ------- | --------------------- | -------------------------- | -------------- | ----- | ----- |
| 1    | 4       | Akani Simbine         | Afrique du Sud             | 0.124          | 10.14 | Q     |
| 2    | 1       | Ryota Yamagata        | Japon                      | 0.111          | 10.20 | Q     |
| 3    | 7       | Aaron Brown           | Canada                     | 0.135          | 10.24 |       |
| 4    | 9       | Ramon Gittens         | Barbade                    | 0.162          | 10.25 |       |
| 5    | 2       | Solomon Bockarie      | Pays-Bas                   | 0.127          | 10.36 |       |
| 5    | 5       | Vitor Hugo dos Santos | Brésil                     | 0.157          | 10.36 |       |
| 7    | 6       | Kim Kuk-young         | Corée du Sud               | 0.135          | 10.37 |       |
| 8    | 3       | Brijesh Lawrence      | Saint-Christophe-et-Niévès | 0.163          | 10.55 |       |
| 9    | 8       | Mohammed Abukhousa    | Palestine                  | 0.153          | 11.89 |       |
|      |         |                       |                            | vent: −1.3 m/s |       |       |

### Tour préliminaire

#### Série 1
| Rang | Couloir | Athlète                | Pays          | Réaction       | Temps | Notes |
| ---- | ------- | ---------------------- | ------------- | -------------- | ----- | ----- |
| 1    | 9       | Riste Pandev           | Macédoine     | 0.145          | 10.72 | Q, SB |
| 2    | 8       | Sudirman Hadi          | Indonésie     | 0.136          | 10.77 | Q     |
| 3    | 4       | Mohammed Abukhousa     | Palestine     | 0.176          | 10.82 | q     |
| 4    | 5       | Holder da Silva        | Guinée-Bissau | 0.165          | 10.97 |       |
| 5    | 6       | Wilfried Bingangoye    | Gabon         | 0.145          | 11.03 |       |
| 6    | 2       | Mohamed Lamine Dansoko | Guinée        | 0.145          | 11.05 |       |
| 7    | 7       | Abdul Wahab Zahiri     | Afghanistan   | 0.170          | 11.56 |       |
| 8    | 3       | Richson Simeon         | Marshall      | 0.136          | 11.81 | SB    |
|      |         |                        |               | vent: −0.2 m/s |       |       |

#### Série 2
| Rang | Couloir | Athlète            | Pays              | Réaction       | Temps | Notes |
| ---- | ------- | ------------------ | ----------------- | -------------- | ----- | ----- |
| 1    | 2       | Hassan Saaid       | Maldives          | 0.130          | 10.43 | Q     |
| 2    | 6       | Siueni Filimone    | Tonga             | 0.155          | 10.76 | Q     |
| 3    | 7       | Luke Bezzina       | Malte             | 0.167          | 11.04 |       |
| 4    | 5       | Masbah Ahmmed      | Bangladesh        | 0.137          | 11.34 |       |
| 5    | 4       | Isaac Silafau      | Samoa américaines | 0.141          | 11.51 |       |
| 6    | 8       | John Ruuka         | Kiribati          | 0.178          | 11.65 |       |
| 7    | 3       | Hermenegildo Leite | Angola            | 0.145          | 11.65 |       |
|      |         |                    |                   | vent: +0.4 m/s |       |       |

#### Série 3
| Rang | Couloir | Athlète               | Pays         | Réaction       | Temps | Notes |
| ---- | ------- | --------------------- | ------------ | -------------- | ----- | ----- |
| 1    | 7       | Rodman Teltull        | Palaos       | 0.135          | 10.53 | Q     |
| 2    | 6       | Jin Wei Timothee Yap  | Singapour    | 0.140          | 10.84 | Q     |
| 3    | 3       | Mohamed Fakhri Ismail | Brunei       | 0.163          | 10.92 | q     |
| 4    | 4       | Ishmail Kamara        | Sierra Leone | 0.146          | 10.95 |       |
| 5    | 5       | Kitson Kapiriel       | Micronésie   | 0.159          | 11.42 |       |
| 6    | 2       | Jidou El Moctar       | Mauritanie   | 0.157          | 11.44 |       |
| 7    | 8       | Etimoni Timuani       | Tuvalu       | 0.143          | 11.81 |       |
|      |         |                       |              | vent: −0.3 m/s |       |       |

## Légende
Records et Performances
- AR : Record continental (area record)
- CR : Record des championnats (championship record)
- MR : Record du meeting (meet record)
- NR : Record national (national record)
- OR : Record olympique (olympic record)
- PR : Record paralympique (paralympic record)
- PB : Record personnel (personal best)
- SB : Meilleure performance personnelle de la saison (season's best)
- WL : Meilleure performance mondiale de l'année (world leader)
- WJR : Record du monde junior (world junior record)
- WR : Record du monde (world record)

Circonstances et Conditions
- DNF : N'a pas terminé (did not finish)
- DNS : N'a pas pris le départ (did not start)
- DQ : Disqualification (disqualification)
- NM : Aucun essai valable enregistré (No Mark)
- Q : Qualifié « directement » au prochain tour (ou à la prochaine compétition), lors d'une compétition majeure, grâce au classement ou à la réalisation des minima (automatic qualifier)
- q : Qualifié au prochain tour (ou à la prochaine compétition), lors d'une compétition majeure, grâce au repêchage ou à la réalisation de l'une des meilleures performances parmi celles des « non qualifiés directement » (grâce au meilleur temps ou à la meilleure distance par exemple) (secondary qualifier)